# Ордулф
Ордулф, наричан и Ото (на немски: Ordulf, Otto, † 28 март 1072), от род Билунги, е херцог на Саксония от 1059 до 1072 г.

## Биография
Той наследява като херцог баща си Бернхард II († 1059). Майка му е Ейлика от Швайнфурт († 1059), дъщеря на маркграф Хайнрих от род Швайнфурти.
Ордулф води в съюз с християнските датчани боеве против вендите. Ордулф е погребан в църквата „Св. Михаелис“ в Люнебург.

## Фамилия
Първи брак: ноември 1042 г. с принцеса Вулфхилд от Норвегия († 24 май 1071), дъщеря на крал Олав II Харалдсон. Те имат един син:
- Магнус (* 1045, † 23 август 1106), наследява го като херцог

Втори брак: с Гертруда от Халденслебен, дъщеря на граф Конрад и вдовица на граф Фридрих от Формбах, която е пленена през 1076 г. в Майнц и умира на 21 февруари 1116 г. Те имат един син:
- Бернхард (на 15 юли през неизвестна година умира в Люнебург, след падане от кон)